# Beshariq
Beshariq ist eine Stadt (shahar) in der usbekischen Viloyat Fargʻona im Ferghanatal und Hauptort des gleichnamigen Bezirks.
Die Stadt liegt etwa 100 km westlich der Viloyathauptstadt Fargʻona und etwa 30 km südwestlich der bezirksfreien Stadt Qoʻqon nahe der Grenze zu Tadschikistan. Beshariq hat einen Bahnhof an der Bahnstrecke Qoʻqon-Konibodom der Usbekischen Eisenbahnen (Oʻzbekiston Temir Yoʻllari).
Im Jahr 1983 erhielt Beshariq den Status einer Stadt. Gemäß der Bevölkerungszählung 1989 hatte die Stadt 17.289 Einwohner, einer Berechnung für 2010 zufolge betrug die Einwohnerzahl 23.912.